# Уруси
Уруси (яп. 漆) — обозначение произведений традиционного японского лакового искусства и самого́ натурального лака, используемого для их изготовления.

## История
Технологии изготовления лакированных изделий зародились в Японии около 6 тысяч лет назад еще в период Дзёмон. Доказано появление первых подобных предметов там еще в эпоху неолита, когда начинает использоваться лак уруси. Первоначально он использовался для усиления прочности деревянных копий и наконечников стрел. В VI веке техника лакирования достигает уровня искусства, и изделия уруси превращаются на протяжении многих столетий в предметы роскоши, предназначенные для императорской фамилии и японской аристократии. В XVII веке они впервые в значительном количестве попадают в Европу.

## Техника изготовления
Сырьём для приготовления лака уруси служит сок лакового дерева (Rhus vernicifera). Первоначально лак получается мутным, но после затвердения становится ясным, в цветовой гамме от очень светлого до тёмно-янтарного. Основой для лаковых изделий являются большей частью предметы из дерева или папье-маше, которые первоначально покрываются своеобразной пастой из уруси и особого глиняного порошка и затем обрабатываются наждаком (влажная шлифовка). Иногда предметы ваяются или формуются из пасты-смеси, состоящей из глины и уруси, а также пропитанной лаком уруси ткани. Затем на объект наносятся многочисленные слои цветного лака. Традиционно используется пигментированный чёрный или красный лак, иногда также в полупрозрачном состоянии. Также в состав лака могут вводиться другие вещества — например, золотая или серебряная крошка, перламутр или яичная скорлупа.
Каждый слой лака накладывается в условиях соблюдения строжайшей чистоты (при полном отсутствии пыли) и засыхает при высокой влажности воздуха и температуре около +30 °С. В связи с этим художники-мастера уруси часто селились в отдалённых горных районах. В Японии также было принято проводить процесс высыхания лака на изделиях на плотах, выведенных в море. Там, над водой, практически не было пыли, что было крайне важно для появления высококачественного глянца. Слоистость уруси обладает особой глянцевитостью и глубиной, которые невозможно обеспечить при использовании современных искусственных лаков.
Изготовленные по технологии уруси лаковые предметы могут без ущерба для себя содержать воду, алкоголь, растворители и кислоты; они длительное время остаются эластичны, подходят для хранения продуктов питания. Кроме этого, дерево, обработанное уруси, обладает сопротивляемостью грибкам (плесени), что особо важно в условиях влажного климата Японии. В то же время длительное воздействие солнечных лучей может нанести вред лаковым поверхностям.
Лаком уруси покрывались самые различные предметы и изделия — посуда, палочки для еды, подносы, мебель, а также боевые луки, ножны для мечей, самурайские доспехи и боевые шлемы кабуто. Им также при помощи печатных техник декорировались кожаные изделия — сумки, кошельки и т. п.